# Distretto di Maǵjan Jumabaev
Il distretto di Maǧžan Žūmabaev (in kazako: Мағжан Жұмабаев ауданы) è un distretto (audan) del Kazakistan con  capoluogo Bulaevo.